# Zeïa (rivière)
Pour les articles homonymes, voir Zeïa.
La rivière Zeïa (en russe : Зея) est un cours d'eau de Russie et un affluent gauche de l'Amour.

## Géographie
Longue de 1 242 km, elle arrose l'oblast de l'Amour, au sud-est de la Sibérie orientale. La Zeïa prend sa source à l'est des monts Stanovoï. Son bassin a une superficie de 233 000 km2.
Son cours suit une direction sud-ouest à travers la gorge de la Zeïa située au nord de la ville de Zeïa. Le cours prend ensuite une direction sud avant de se jeter dans l'Amour à Blagovechtchensk.

## Hydrologie
La Zeïa est gelée de novembre à mai. Elle a un régime pluvio-nival : elle est alimentée à hauteur de 69 % par la pluie, 26 % par la fonte des neiges et 5 % par des eaux souterraines. Son module à l'embouchure est de 1 910 m3/s

## Affluents
Ses principaux affluents sont :
- en rive gauche : Koupouri, Argui, Dep, Selemdja, Tom
- en rive droite : Tok, Moulmouga, Brianta, Guiliouï, Ourkan

## Aménagements
Elle est navigable, les ports les plus importants étant, d'amont en aval, Zeïa, Svobodny et Blagovechtchensk.
Le barrage de la Zeïa (1 290 MW), mis en service en 1980 et situé au nord de la ville de Zeïa, a créé un lac de retenue d'une longueur de 220 km et d'une superficie de 2 500 km2 pour un volume d'eau de 68,42 km3.